# Mazda Flair Crossover
El Mazda Flair Crossover (マツダ・フレアクロスオーバー, Matsuda Furea Kurosuōbā) és un model d'automòbil lleuger o kei car produït pel fabricant d'automòbils japonés Mazda des de l'any 2014 fins al present. Actualment el model s'hi troba a la seua segona generació.
El Flair Crossover és un Tall Wagon (軽トールワゴン) amb aparença de SUV/Crossover de cinc portes amb espai per a quatre ocupants. El model va vindre a substituir al Mazda AZ-Offroad i, espiritualment, al Mazda Laputa a la gama kei de Mazda. Com els dos models abans esmentats, el Flair Crossover també és un OEM de models Suzuki. El seu principal rival comercial és, a més del seu germà bessó de Suzuki, el Daihatsu Taft.

## Primera generació (2014-2020)

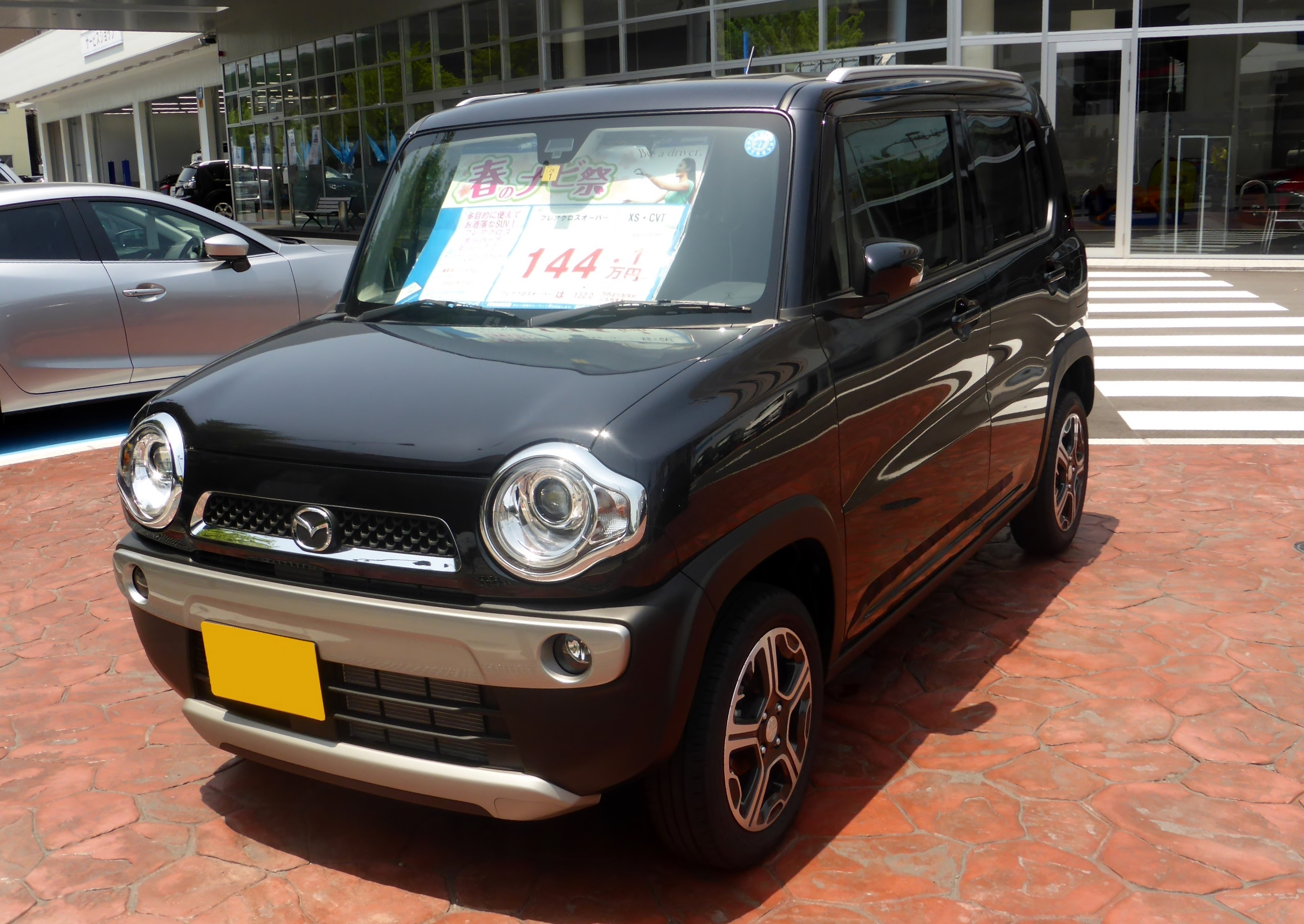
Mazda Flair Crossover XS

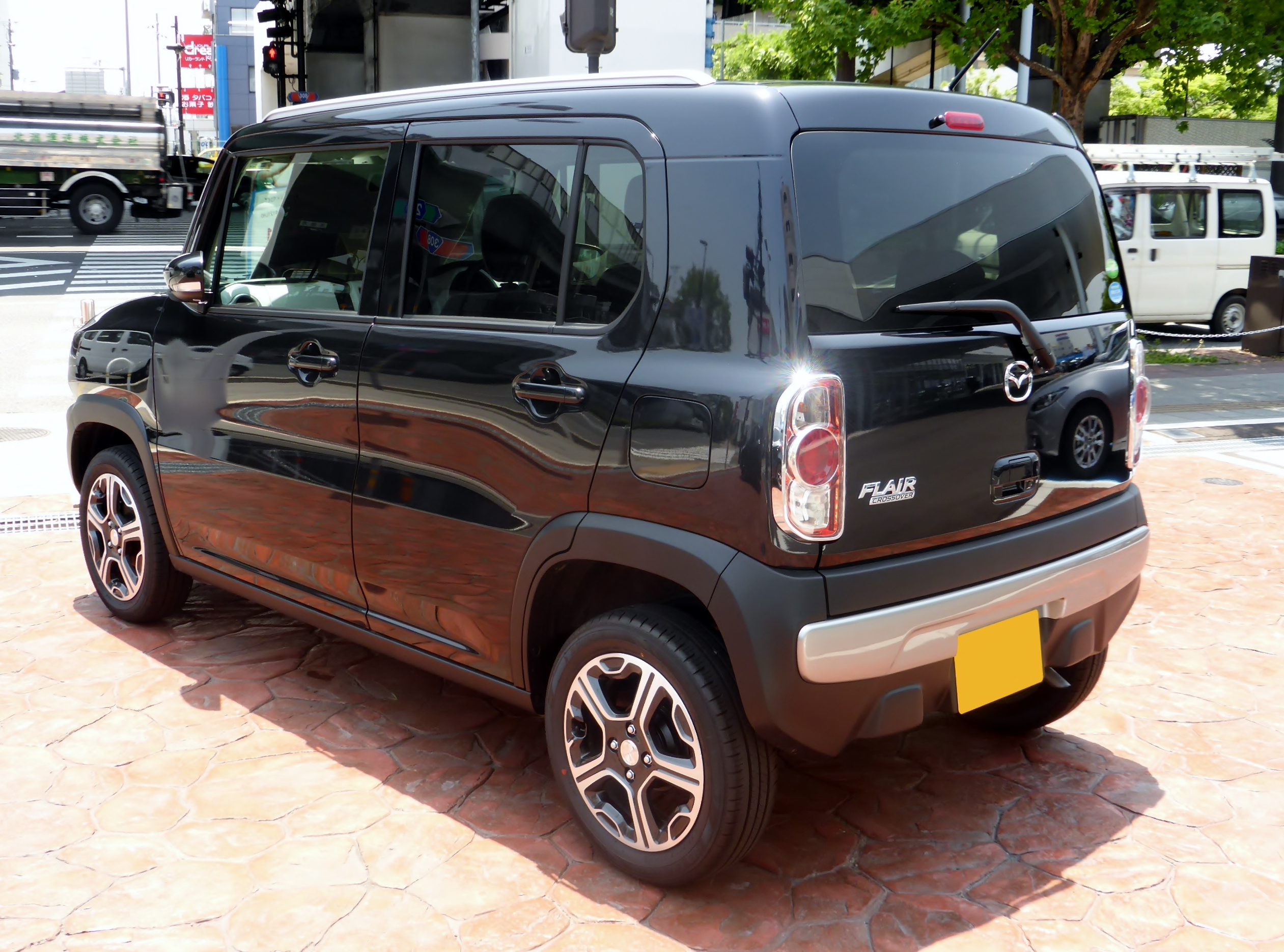
Mazda Flair Crossover XS

La primera generació del Mazda Flair Crossover va eixir al mercat el 31 de gener de 2014, després d'haver estat anunciada per la marca el 26 de desembre de 2013. Es tractà d'un OEM del Suzuki Hustler de primera generació. El model substituïa el Mazda AZ-Offroad, que havia deixat de produir-se el mateix any després de 16 anys i que també era un OEM, en aquest cas, del Suzuki Jimny. Els graus d'equipament eren l'XG (bàsic), l'XS (luxe) i l'XT, amb turbointercooler. Més tard, el novembre de 2018, s'incorporaria a la gama un nou grau d'equipament anomenat "XG Special" amb una estètica exclusiva diferenciada dels altres graus.
Mecànicament idèntic al Suzuki Hustler, la primera generació del Mazda Flair Crossover incorporava una motorització tricilíndrica DOHC de 658 centímetres cúbics (cc) atmosfèrica (models XG i XS) o amb turbocompressor i intercooler (model XT). El tipus de suspensió era una MacPherson al davant i una independent ITL al darrere. Aquesta generació només equipava una transmissió automàtica CVT. A elecció del client i segons el nivell d'equipament, la transmissió podia ser al davant (FF) o a les quatre rodes (4WD).
El juny de l'any 2017 es va fer una crida als tallers degut a filtracions d'aigua al sensor de velocitat de la roda davantera que provocava senyals errònis i podia fer que l'ABS, el control electrònic d'estabilitat i el sistema anticol·lisió no funcionessin correctament. Totes les unitats del model foren revisats i arreglats de manera gratuïta. La producció de la primera generació del Mazda Flair Crossover arribà a la fi al desembre de l'any 2019, deixant-se de comercilitzar al febrer de 2020 amb l'estrena de la nova generació.

## Segona generació (2020-present)

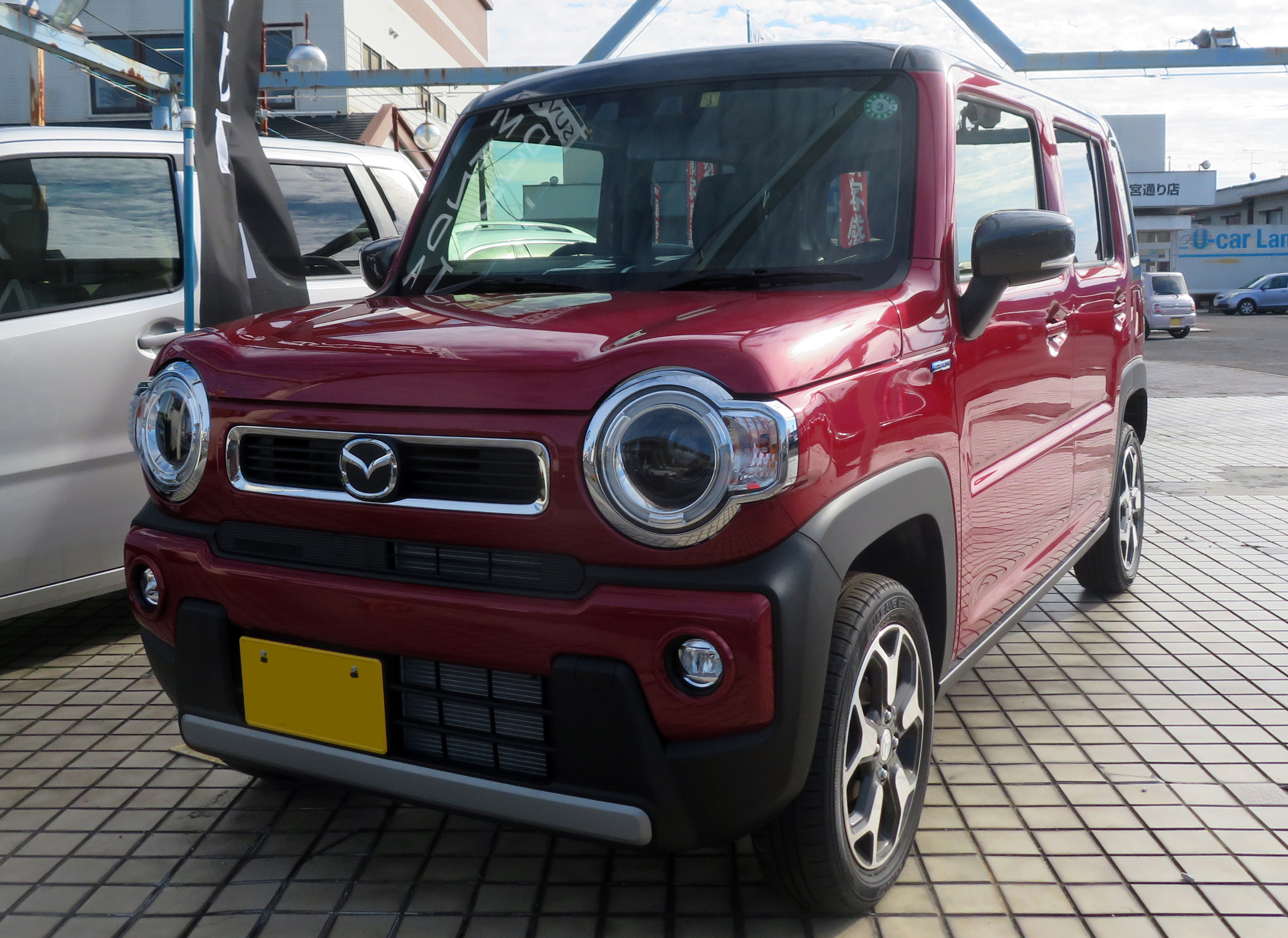
Flair Crossover Hybrid XS 2WD

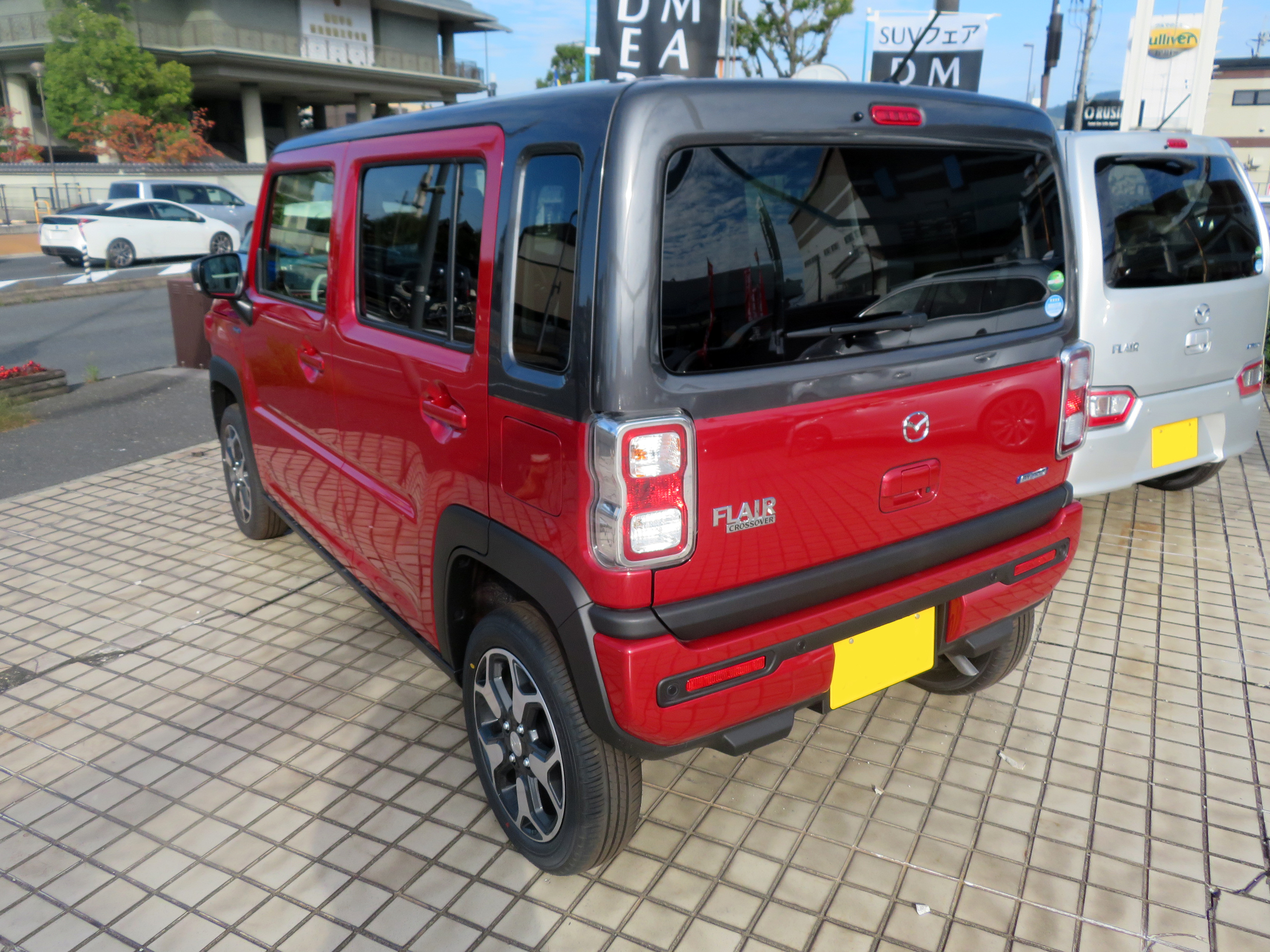
Flair Crossover Hybrid XS 2WD

La segona generació del Mazda Flair Crossover fou presentada el 29 de gener de 2020 i isqué al mercat el 27 de febrer del mateix any. Com passà a l'anterior generació, el nou Flair Crossover era un OEM del Suzuki Hustler de segona generació. La principal novetat del model respecte l'anterior generació és l'incorporació d'una motorització híbrida. Els graus d'equipament eren el "Hybrid XG" (bàsic), el "Hybrid XS" (luxe) i el "Hybrid XT", amb turbointercooler.
Mecànicament idèntic al Suzuki Hustler, la segona generació del Mazda Flair Crossover incorporava una motorització híbrida de tres cilindres en línia DOHC de 657 centímetres cúbics (cc) atmosfèrica per a les unitats "Hybrid XG" i "Hybrid XS". Les unitats "Hybrid XT" equipaven el mateix motor de la primera generació: tricilíndric DOHC de 658 cc amb turbocompressor i intercooler. A elecció del client i segons el nivell d'equipament, la transmissió podia ser al davant (FF) o a les quatre rodes (4WD). El tipus de suspensió era una MacPherson al davant i al darrere una independent ITL (FF/2WD) o per eix de torsió (4WD). Aquesta generació només equipava una transmissió automàtica CVT.